# Protektor (Niven)
Protektor (ISBN 80-85892-21-9) je sci-fi novela od Larryho Nivena, vydaná v roce 1973 a odehrávající se ve Známém vesmíru. Kniha objasňuje historii a chování druhu Paků Protektorů. Novela vychází z kratší povídky „Dospělí“.

## Příběh
Starobylá vesmírná civilizace Paků má dvě stádia dospívání - Dětství a Období zralosti. Během Přeměny dochází k rozvoji jejich schopností, jenže pro Přeměnu je potřeba vhodný katalyzátor v podobě Stromu života. Kdysi se stalo, že kolonizační loď s mláďaty Paků ztroskotala, Strom života vyhynul a tak byla znemožněna přeměna na dospělé Paky. Mláďata zapomněla na svůj původ, postupně se vyvíjela a začala létat do vesmíru. Začala si říkat lidé. Na svých vesmírných cestách ale jednoho dne narazili na Strom života, který je stále schopen, je přeměnit na dospělé agresivní Paky.
Novela se odehrává ve dvou časových rovinách na stejném místě. Zabírá časový rozsah 220 let. První polovina knihy sleduje cestu Paka jménem Phssthpok, který cestuje z domovského světa Paků ve snaze objevit ztracenou kolonii Paků ve vzdáleném Solárním systému. Když dorazí do systému zajme jednoho člověka (Jack Brennan), kterého přemění pomocí Stromu života na Paka.
Společně přistanou na povrchu Marsu, kde Brennan zabije Phssthpoka a je následně zachráněn dvěma lidmi Nickem Sohlem a Lucasem Garnerem, kteří se vydali na setkání s mimozemšťanem. První polovina novely končí vyprávěním příběhu o zabití Phssthpoka Brennenem před tím, než zamíří na objevitelskou cestu na okraj Solárního systému.
Druhá část knihy pojednává o Royi Truesdalem, který byl unesen, ale na únos nemá žádné vzpomínky. Během hledání svého únosce se spřátelí s Alicí Jordan. Spolu objevují, že za únosem byl Jack Brennen. Společně pak nacházejí Brennena na okraji Sluneční soustavy v jeho uměle vyrobeném světě Kobold. Brennan objevil, že na domovský systém lidstva se chystá útok Pakovské flotily a tak se rozhodne, že zachrání část lidstva a přesídlí je na novou planetu zvanou Home. Během cesty k nové planetě se utkají s průzkumnou lodí Paků. Brennen plánuje vytvořit armádu lidských Paků jako obranu před původními Paky. Truesdaleovi se podaří Brennena zabít a úspěšně přistát na Home. Během boje je i on sám infikován Stromem života. Truesdale se začíná přeměňovat v Paka a po přeměně pochopí Brennenův plán na záchranu lidstva. Sám se jej pokusí uskutečnit a tím zachránit lidstvo.
Rozšíří Strom života mezi další obyvatele Home a pokusí se je přeměnit na lidské Paky (či zabít - pro přeměnu je třeba vhodný věk). Nově vzniklí Pakové chápou, že se musí postarat o své děti (lidstvo) a tak se začnou připravovat na nadcházející bitvu s invazní flotilou původních Paků. Ve vedlejší dějové linii se na povrch Marsu zřítí ledový asteroid, jenž byl odkloněn Jackem Brennanem. Asteroid obohatí atmosféru planety o vodu. Zvýšený obsah vody v atmosféře ale způsobí genocidu původního obyvatelstva Marsu (Marťanů), jejichž metabolismus není na vodu uzpůsoben.
Novela seznamuje čtenáře se základními myšlenkami Paků Protektorů, kteří mají jako jediný svůj životní cíl ochranu svých mláďat, čehož dosahují vyhlazováním veškerých odlišných druhů a nebezpečí, která jim hrozí.

## Časová osa událostí
- před 2,5 miliónů let - Země je osídlena ztroskotanými kolonisty Paků.
- 33 000 př. n. l. - Phssthpok opouští rodný svět Paků.
- 32 800 př. n. l. - první emigrační vlna opouští domovský svět Paků.
- 32 500 př. n. l. - druhá emigrační vlna opouští domovský svět Paků.
- 2125 - Phssthpok se objevuje v Solární soustavě a Brennan se stává Protektorem.
- 2340 - únos Truesdalea.
- 2341 - objevení flotily Paků, odlet Flying Dutchman a zničení Koboldu.
- 2346 - objevení Phssthpokovo hvězdy.
- 2350 - přílet na Home.